# کارلوس رانگل
کارلوس رانگل (انگلیسی: Carlos Rangel؛ ۱۷ سپتامبر ۱۹۲۹ – ۱۵ ژانویه ۱۹۸۸) روزنامه‌نگار، نویسنده اهل ونزوئلا بود.